# Hotel Podgorica
Hotel Podgorica (černohorsky Хотел Подгорицa) je luxusní čtyřhvězdičkový hotel, nacházející se v Podgorice, hlavním městě Černé Hory. Leží na březích řeky Morači, blízko stejnojmenného sportovního komplexu, dva kilometry od centra Podgorice.

## Historie
Hotel byl vystavěn v roce 1967 a představuje vrchol tvorby své navrhovatelky, černohorské, světoznámé architekty Svetlany Kany Radević. Modelní design a zařízení, ale i technické vlastnosti splňují vysoké standardy, které řadí tento hotel mezi třetí nejpoužívanější v Černé Hoře. Za svůj projekt se zvláštním důrazem na zasazení do přírodního prostředí získala národní cenu za architekturu.

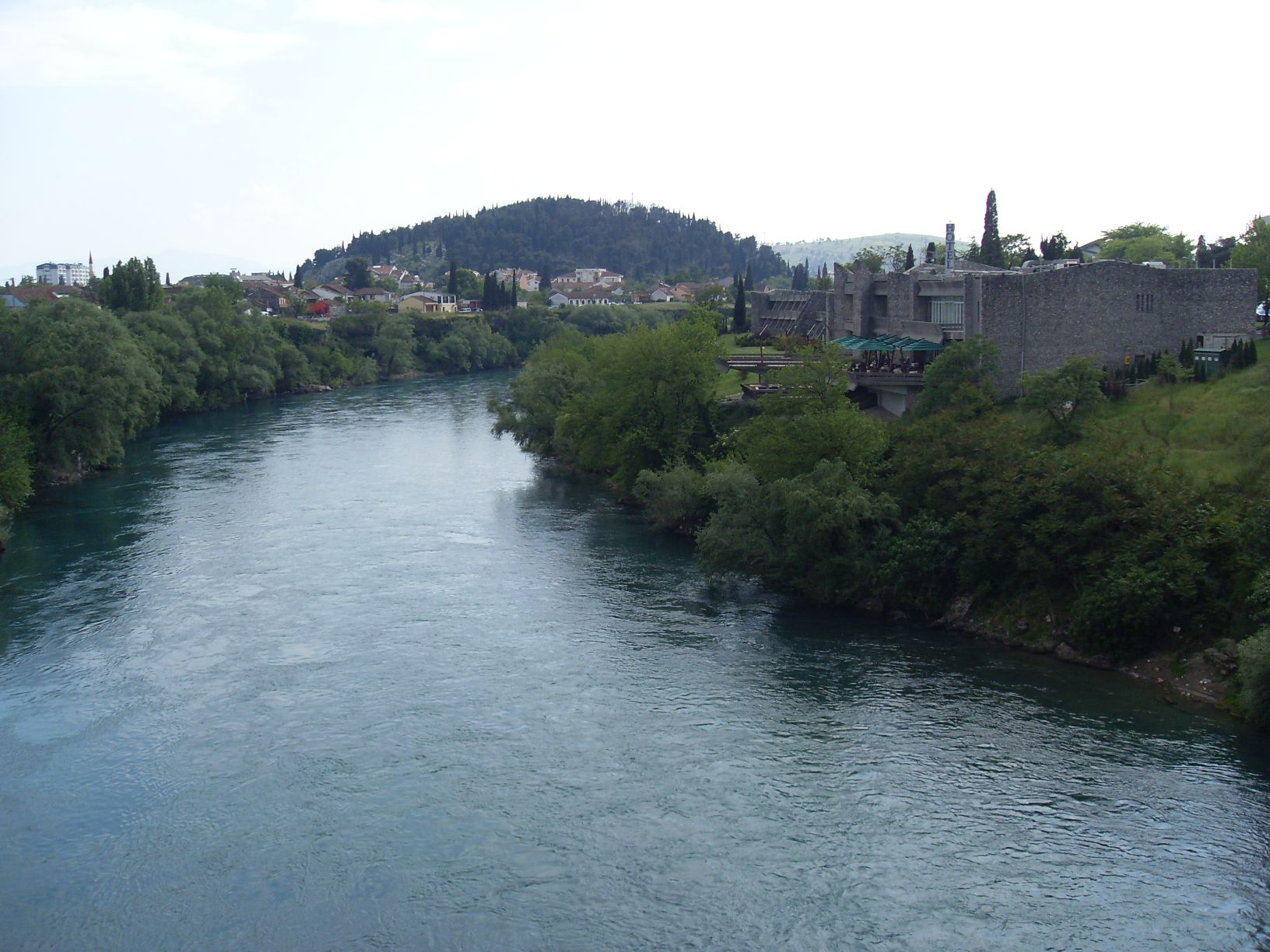
Pohled na terasy a zadní část hotelu Podgorica (vpravo) a panoráma města Podgorica (vlevo)

## Vybavení
Hotel má krásnou vstupní halu s recepcí, vnitřní i venkovní bazén, posilovnu a kadeřnictví. Jsou zde tři restaurace, společenská, dětská a konferenční místnost, menší bar se dvěma bowlingovými dráhami, terasy, sál věnovaný historii hotelu s krásnými dobovými obrazy (jsou zde také informace o architektce Svetlaně Radević), saunu, kadeřnictví, regenerační studio a další moderní a luxusní vybavení.
Je zde 44 moderně zařízených, vkusných pokojů. Apartmá jsou navrženy a vybaveny tak, aby odpovídaly vysokým standardům s maximálním pohodlím. Všechny pokoje jsou navrženy v přírodních barvách, mají přísun denního světla a všude je připojení na internet. Každý pokoj má minibar, klimatizaci, telefon, televizi s LCD obrazovkou, pokojovou službu, koupelny a pod.

## Architektura
Hotel je citlivě začleněn do poměrně nepřístupného terénu. Fasáda je obložena říčními oblázky, což je charakteristický materiál používaný ve staré černohorské architektuře. Oblázky byly vytěženy  přímo z koryta řeky Morača. Hotel je dvoupodlažní s vybíhajícími konzolovými terasami nad řeku. Hotelové křídlo je ukončeno souborem stěn, které se prostupují napříč strmým terénem. Brutalistický styl je odkazem na pozůstatek historické čtvrti, která se nachází na protějším břehu řeky. V roce 2000 byl oblázkový obklad v interiéru nahrazen mramorovými stěnami.